# Кірпільський лиман
Кірпільський лиман — водойма в групі Ахтарсько-Гривенської системи Кубанських лиманів. Сточище Азовського моря За деякими джерелами має поділ на дві частини: південну (Великий Кірпільський лиман) і північну (Малий Кірпільський лиман).
- Площа акваторії 61 км²,
- Найбільша глибина 1,8 м.

Прибережна смуга густо покрита вологолюбної рослинністю. На разі живлення здійснюється через Джереліївський головний колектор і Гривенський опріснювальний канал.